# Alfajarín
Alfajarín – gmina w Hiszpanii, w prowincji Saragossa, w Aragonii, o powierzchni 137,57 km². W 2011 roku gmina liczyła 2259 mieszkańców.